# MeeGo
MeeGo fou un projecte de codi obert per realitzar sistema operatiu basat en Linux i orientat a aparells mòbils o portàtils. Va ser anunciat al Mobile World Congress del 2010 per les companyies Intel i Nokia com a fusió dels seus sistemes operatius Moblin i Maemo (respectivament).
El projecte MeeGo pretén funcionar en múltiples aparells com ara telèfons intel·ligents, ordinadors personals ultraportàtils o televisions connectades a Internet. La interfície gràfica està basada en el programari Qt, la mateixa utilitzada en KDE. Oferirà suport tant per a processadors Advanced RISC Machines com Intel x86.
El projecte també ha rebut el suport d'altres grans companyies com ara Novell amb l'aplicació de solucions dissenyades originalment per openSUSE com el Build Service (per compilar les aplicacions i generar les imatges d'instal·lació), el ZYpp per administrar els paquets de programari. El novembre de 2010 AMD també s'afegí a l'aliança de companyies que desenvolupen el projecte tot i tractar-se de la principal competidora d'Intel (una de les empreses fundadores de MeeGo).
Al febrer del 2011, Nokia abandona el projecte deixant sol a Intel. La Fundació Linux va cancel·lar el projecte MeeGo el setembre de 2011 a favor del projecte Tizen. L'empresa finlandesa Jolla va anunciar el juliol de 2012 que seguiria amb el projecte de sistema operatiu MeeGo dirigit per la comunitat amb el nou nom de Sailfish OS.

## Interfícies gràfiques
Com que el projecte MeeGo està adreçat a diferents tipus d'aparells s'han desenvolupat diferents interfícies gràfiques (anomenades pels desenvolupadors User Experiences o UX) específiques per a cadascun.

### Ordinadors personals ultraportàtils
Optimitzada per aquests petits ordinadors, prioritzant la facilitat d'ús de la interfície i potenciant la connectivitat, xarxes socials, etc. Aquesta interfície suposa una continuació del disseny utilitzat a Moblin.

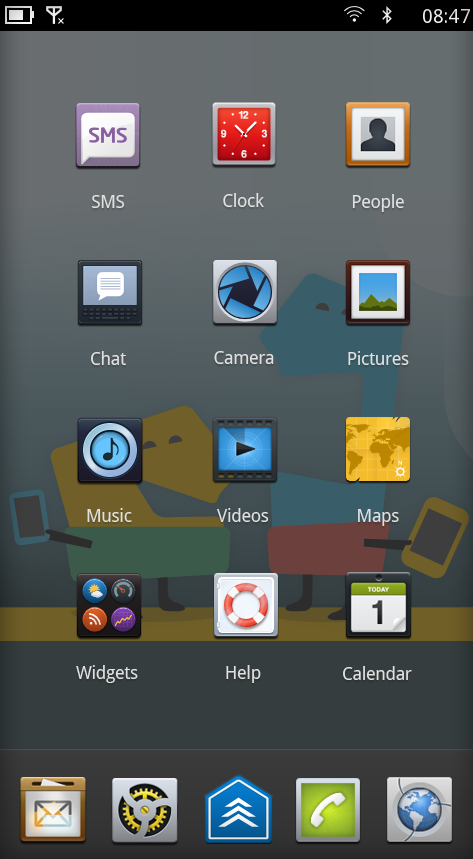
Interfície per a telèfons intel·ligents del MeeGo.

### Telèfons intel·ligents
La interfície per a telèfons intel·ligents està basada en Qt. Actualment aquesta plataforma es troba en desenvolupament i no estarà disponible fins a la primera meitat del 2011. En funció del model les aplicacions es podran baixar de la botiga virtual d'Intel "AppUp" o des de l'alternativa de Nokia anomenada "Ovi".

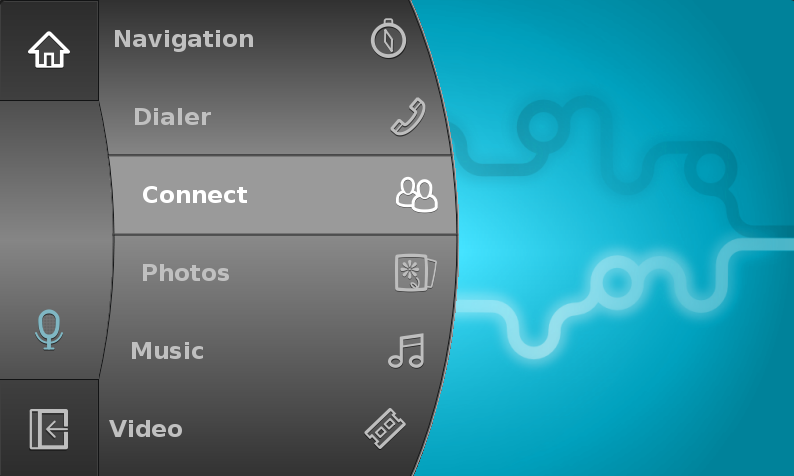
Interfície de MeeGo per a sistemes multimèdia de vehicles.

### Adaptat a automòbils
En aquest cas s'adapta el sistema operatiu per a ser utilitzat en sistemes multimèdia dels vehicles. Aquest uneixen les funcions tradicionals d'equip multimèdia (ràdio, reproductor de cd, de música en format digital, etc.) amb altres funcions com ara el navegador GPS o informacions de l'ordinador de bord o el motor. Aquesta versió ha estat promoguda per l'aliança "GENIVI" un consorci format per diverses empreses (com BMW, General Motors, Intel, Peugeot-Citroen, etc.). Primer es basaren en Moblin tot i que estan migrant el projecte o MeeGo, tal com anuncià Graham Smethurst (membre de GENIVI i el grup BMW) l'abril de 2010.

## Base del programari

### Base del sistema operatiu
S'anomena MeeGo Core OS i està basat en una distribució GNU/Linux aportant elements tant del Maemo de Nokia, basat en Debian, i del Moblin d'Intel, fer a partir de la distribució Fedora Core.
Les fonts de programari (repositoris) i l'empaquetament dels programes es basa en el sistema RPM utilitzat per Fedora o openSUSE.
El sistema de fitxers utilitzat per defecte és el Btrfs mentre que la major part de distribucions GNU/Linux encara utilitzen l'Ext3 o 4.

### Desenvolupament del programari
La manera recomanada de programar per a MeeGO és utilitzant l'entorn de desenvolupament Qt i el, tot i que les aplicacions en GTK també està suportat. Per a compilar les aplicacions s'utilitza l'openSUSE Build Service.